# Liste von Filmen mit Bezug zu Hamburg
Die Liste von Filmen mit Bezug zu Hamburg enthält Spielfilme mit deutlichem Bezug zu Hamburg, also Filme, die in dieser Stadt spielen, die Hamburg in einer bestimmten Epoche zeigen oder das politische, wirtschaftliche oder kulturelle Leben Hamburgs zum Thema haben.
| Jahr    | Titel                                                                                   | Regisseur                          | Anmerkung |
| ------- | --------------------------------------------------------------------------------------- | ---------------------------------- | --- |
| 1918    | Sadja                                                                                   | Erik Lund                          | Stummfilm, Drehort u. a. Hagenbecks Tierpark; Darsteller u. a. Eva May, Hans Albers |
| 1918    | Die Liebe der Bajadere                                                                  | Svend Gade                         | Stummfilm, Drehort u. a. Hagenbecks Tierpark |
| 1919    | Harakiri                                                                                | Fritz Lang                         | Stummfilm, Drehort u. a. Hagenbecks Tierpark; Darsteller u. a. Lil Dagover |
| 1919/20 | Die Spinnen (2 Teile)                                                                   | Fritz Lang                         | Stummfilm, Drehort u. a. Hagenbecks Tierpark; Darsteller u. a. Lil Dagover, Carl de Vogt |
| 1926    | Das Geheimnis von St. Pauli                                                             | Rolf Randolf                       | |
| 1928    | Heimkehr                                                                                | Joe May                            | Stummfilm, Bilder vom Hamburger Hafen und Hauptbahnhof, das Gängeviertel wurde im Berliner Studio nachgebaut; Darsteller u. a. Lars Hanson, Dita Parlo, Gustav Fröhlich                                                            |
| 1928    | Die Carmen von St. Pauli                                                                | Erich Waschneck                    | Darsteller u. a. Jenny Jugo, Willy Fritsch, Fritz Rasp |
| 1929    | Brüder                                                                                  | Werner Hochbaum                    | Stummfilm mit Laiendarstellern, in Anlehnung an Sergej Eisenstein; Milieu der Hamburger Hafenarbeiter in den 1920er Jahren |
| 1929    | Auf der Reeperbahn nachts um halb eins                                                  | Fred Stranz                        | |
| 1932    | Der weiße Dämon                                                                         | Kurt Gerron                        | Darsteller u. a. Hans Albers, Gerda Maurus, Peter Lorre |
| 1932    | Razzia in St. Pauli                                                                     | Werner Hochbaum                    | Tonfilm mit Laiendarstellern, Sozialdrama im Hamburger Prostituierten-Milieu, Innenaufnahmen: Vera-Filmwerke |
| 1933    | Der Deserteur                                                                           | Wsewolod Illarionowitsch Pudowkin  | Früher sowjetischer Tonfilm, der kurz vor Hitlers Machtantritt zu großen Teilen im Hamburger Hafen gedreht wurde |
| 1938    | Ein Mädchen geht an Land                                                                | Werner Hochbaum                    | |
| 1938    | Schatten über St. Pauli                                                                 | Fritz Kirchhoff                    | |
| 1940    | Zwischen Hamburg und Haïti                                                              | Erich Waschneck                    | |
| 1944    | Große Freiheit Nr. 7                                                                    | Helmut Käutner                     | |
| 1951    | Das Beil von Wandsbek                                                                   | Falk Harnack                       | |
| 1952    | Gift im Zoo                                                                             | Hans Müller                        | |
| 1954    | Auf der Reeperbahn nachts um halb eins                                                  | Wolfgang Liebeneiner               | |
| 1954    | Ernst Thälmann – Sohn seiner Klasse                                                     | Kurt Maetzig                       | |
| 1955    | Spionagenetz Hamburg                                                                    | Val Guest                          | UK Produktion u. a. mit Drehort Hamburg |
| 1956    | Zwei Bayern in St. Pauli                                                                | Hermann Kugelstadt                 | |
| 1957    | Das Herz von St. Pauli                                                                  | Eugen York                         | |
| 1958    | Das Mädchen aus Hamburg                                                                 | Yves Allégret                      | |
| 1958    | Der Mann im Strom                                                                       | Eugen York                         | Darsteller u. a. Hans Albers, Gina Albert |
| 1959    | Unser Wunderland bei Nacht                                                              | Jürgen Roland u. a.                | |
| 1959    | Auf St. Pauli ist der Teufel los                                                        | Francesco Rosi                     | |
| 1960    | Verrat auf Befehl                                                                       | George Seaton                      | US Kriegsfilm u. a. mit Drehort in Hamburg |
| 1962    | Die Eingeschlossenen                                                                    | Vittorio de Sica                   | Überwiegend Studio-Produktion, Außenaufnahmen u. a. auf der Mönckebergstraße |
| 1962    | Das Gasthaus an der Themse                                                              | Alfred Vohrer                      | Komplett in Hamburg gedreht, mit der Elbe als Themse und dem Strandkiosk Övelgönne als Gasthaus |
| 1963    | Heimweh nach St. Pauli                                                                  | Werner Jacobs                      | |
| 1964    | Polizeirevier Davidswache                                                               | Jürgen Roland                      | |
| 1964    | Wilhelmsburger Freitag                                                                  | Egon Monk                          | Nach einem Drehbuch von Christian Geissler |
| 1965    | St. Pauli Herbertstraße                                                                 | Ákos von Ráthonyi                  | |
| 1965    | 4 Schlüssel                                                                             | Jürgen Roland                      | Bankraubthriller |
| 1967    | Matchless                                                                               | Alberto Lattuada                   | |
| 1967    | Operation Taifun                                                                        | Alfonso Balcázar                   | |
| 1967    | Wenn es Nacht wird auf der Reeperbahn                                                   | Rolf Olsen                         | |
| 1967    | Straßenbekanntschaften auf St. Pauli                                                    | Werner Klingler                    | |
| 1968    | Der Arzt von St. Pauli                                                                  | Rolf Olsen                         | |
| 1969    | Die Engel von St. Pauli                                                                 | Jürgen Roland                      | |
| 1969    | Unter den Dächern von St. Pauli                                                         | Alfred Weidenmann                  | |
| 1969    | Klein Erna auf dem Jungfernstieg                                                        | Hans Heinrich                      | |
| 1969    | Auf der Reeperbahn nachts um halb eins                                                  | Rolf Olsen                         | |
| 1970    | Das gelbe Haus am Pinnasberg                                                            | Alfred Vohrer                      | Komödie und Sexfilmparodie – ein Bordell „mit umgekehrtem Vorzeichen“, also für Frauen; nach einer Romanvorlage von Bengta Bischoff                                                                                                |
| 1970    | Das Stundenhotel von St. Pauli                                                          | Rolf Olsen                         | |
| 1970    | Perrak                                                                                  | Alfred Vohrer                      | |
| 1970    | Der Pfarrer von St. Pauli                                                               | Rolf Olsen                         | |
| 1970    | St. Pauli Nachrichten: Thema Nr. 1                                                      | Franz Marischka                    | |
| 1971    | Jürgen Roland’s St. Pauli-Report                                                        | Jürgen Roland                      | |
| 1971    | Fluchtweg St. Pauli – Großalarm für die Davidswache                                     | Wolfgang Staudte                   | |
| 1971    | Käpt’n Rauhbein aus St. Pauli                                                           | Rolf Olsen                         | |
| 1971    | Der Millionenraub                                                                       | Richard Brooks                     | |
| 1972    | Rocker                                                                                  | Klaus Lemke                        | |
| 1972    | Einmal im Leben – Geschichte eines Eigenheims                                           | Dieter Wedel                       | dreiteiliger Fernsehfilm |
| 1972    | Ein achtbarer Mann                                                                      | Michele Lupo                       | |
| 1973    | Der Lord von Barmbeck                                                                   | Ottokar Runze                      | |
| 1973    | Zinksärge für die Goldjungen                                                            | Jürgen Roland                      | |
| 1973    | Supermarkt                                                                              | Roland Klick                       | |
| 1974    | Die Verrohung des Franz Blum                                                            | Reinhard Hauff                     | Gefängnisdrama, Drehorte u. a. JVA Fuhlsbüttel; Darsteller u. a. Jürgen Prochnow, Eike Gallwitz, Burkhard Driest |
| 1974    | Die Akte Odessa                                                                         | Ronald Neame                       | britisch-deutscher Thriller, Drehorte u. a. das weihnachtlich geschmückte Stadtzentrum (u. a. Große Bleichen); Darsteller u. a. Jon Voight und Maximilian Schell                                                                   |
| 1974    | Dorotheas Rache                                                                         | Peter Fleischmann                  | freche Persiflage zahlreicher „Schulmädchenreports“; Drehorte zumeist im Stadtzentrum und Kiez; Debüt und Hauptrolle für Jungstar Anna Henkel-Grönemeyer                                                                           |
| 1974    | Paul                                                                                    | Klaus Lemke                        | Darsteller: Paul Lys, Sylvie Winter, Friedhelm Lehmann. Nach sieben Jahren Knast ist Paul zurück in seinem Kiez auf St. Pauli und macht erstmal ordentlich einen drauf.                                                            |
| 1976    | Nordsee ist Mordsee                                                                     | Hark Bohm                          | Jugenddrama, aber (zunächst) erst „ab 16“! |
| 1977    | Der amerikanische Freund                                                                | Wim Wenders                        | |
| 1977    | Moritz, lieber Moritz                                                                   | Hark Bohm                          | |
| 1979    | Die Hamburger Krankheit                                                                 | Peter Fleischmann                  | |
| 1979    | Timm Thaler                                                                             | Sigi Rothemund                     | Erste ZDF-Weihnachtsserie; Drehorte u. a. das damalige Plaza Hotel am Dammtor, der Hamburger Hafen. |
| 1980    | Gibbi Westgermany                                                                       | Christel Buschmann                 | Debütfilm der Regisseurin Christel Buschmann; die Musiker Eric Burdon und FM Einheit sind in Nebenrollen zu sehen. |
| 1981    | Desperado City                                                                          | Vadim Glowna                       | |
| 1982    | Feine Gesellschaft – beschränkte Haftung                                                | Ottokar Runze                      | |
| 1982    | Das Beil von Wandsbek                                                                   | Heinrich Breloer/ Horst Königstein | |
| 1982    | Agent in eigener Sache                                                                  | Simon Langton                      | Agententhriller (6-tlg. BBC-Fernsehproduktion); Alec Guinness in der Hauptrolle als George Smiley, eine Episode spielt in Hamburg, wo John le Carré (Romanvorlage und Drehbuch) als Mitarbeiter des britischen MI6 u. a. arbeitete |
| 1984    | Tausend Augen                                                                           | Hans-Christoph Blumenberg          | |
| 1984    | Erst die Arbeit und dann?                                                               | Detlev Buck                        | Debütfilm von Detlev Buck als Regisseur, Autor und Darsteller |
| 1984    | Der Fall Bachmeier – Keine Zeit für Tränen                                              | Hark Bohm                          | Spielfilm nach dem Kriminalfall um Marianne Bachmeier, Ort der Handlung von Lübeck nach Hamburg verlegt Darsteller u. a. Marie Colbin, Michael Gwisdek                                                                             |
| 1985    | Target – Zielscheibe                                                                    | Arthur Penn                        | Drehort u. a. St. Pauli-Landungsbrücken |
| 1985    | Der kleine Riese                                                                        | Imo Moszkowicz                     | In der Hauptrolle Hans Clarin |
| 1986    | Der Sommer des Samurai                                                                  | Hans-Christoph Blumenberg          | |
| 1985    | Otto – Der Film                                                                         | Xaver Schwarzenberger              | |
| 1987    | Der Madonna-Mann                                                                        | Hans-Christoph Blumenberg          | |
| 1987    | Drachenfutter                                                                           | Jan Schütte                        | |
| 1987    | Der Joker                                                                               | Peter Patzak                       | |
| 1988    | Die Bombe                                                                               | Christian Görlitz                  | |
| 1988    | Yasemin                                                                                 | Hark Bohm                          | |
| 1988    | Brennende Betten                                                                        | Pia Frankenberg                    | Darsteller u. a. Ian Dury |
| 1989    | The Church (La chiesa)                                                                  | Michele Soavi                      | Produziert von Dario Argento. Viele Filmszenen wurden in Hamburg gedreht. Am Filmende dient die Ruine der St. Nikolai-Kirche als Kulisse.                                                                                          |
| 1990    | Winckelmanns Reisen                                                                     | Jan Schütte                        | |
| 1992    | Schtonk!                                                                                | Helmut Dietl                       | |
| 1993    | Schicksalsspiel                                                                         | Bernd Schadewald                   | |
| 1993    | Swing Kids                                                                              | Thomas Carter                      | |
| 1993    | Die Ratte                                                                               | Klaus Lemke                        | |
| 1993    | Swingpfennig/Deutschmark                                                                | Margit Czenki                      | Darsteller u. a. Françoise Cactus, Eva Ebner, Ted Gaier, Schorsch Kamerun, Daniel Richter |
| 1994    | Backbeat                                                                                | Iain Softley                       | |
| 1994    | Kommt Mausi raus?!                                                                      | Alexander Scherer                  | |
| 1995    | Stadtgespräch                                                                           | Rainer Kaufmann                    | |
| 1996    | Buddies – Leben auf der Überholspur                                                     | Roland Suso Richter                | |
| 1997    | Der König von St. Pauli                                                                 | Dieter Wedel                       | sechsteiliger Fernsehfilm |
| 1997    | James Bond 007 – Der Morgen stirbt nie                                                  | Roger Spottiswoode                 | UK / US Produktion u. a. mit Drehort Hamburg (Außendrehs u. a. Flughafen HH-Fuhlsbüttel, Hotel Atlantic, Mönckebergstraße) |
| 1997    | Bandits                                                                                 | Katja von Garnier                  | Drehort u. a. Köhlbrandbrücke, Hafenstraße; Darsteller u. a. Katja Riemann, Jasmin Tabatabai, Nicolette Krebitz, Jutta Hoffmann |
| 1998    | Absolute Giganten                                                                       | Sebastian Schipper                 | |
| 1998    | Härtetest                                                                               | Janek Rieke                        | |
| 1998    | Kurz und schmerzlos                                                                     | Fatih Akin                         | |
| 1999    | Im Juli                                                                                 | Fatih Akin                         | |
| 1999    | St. Pauli Nacht                                                                         | Sönke Wortmann                     | |
| 2000    | Eine Hand voll Gras                                                                     | Roland Suso Richter                | |
| 2001    | Anam                                                                                    | Buket Alakuş                       | |
| 2001    | Die Affäre Semmeling                                                                    | Dieter Wedel                       | fiktives Ränkespiel um Hamburgs Ersten Bürgermeister; 6-tlg. Fernsehfilm |
| 2002    | Kick It Like Beckham                                                                    | Gurinder Chadha                    | |
| 2003    | Der letzte Lude                                                                         | Stephen Manuel                     | |
| 2003    | Kleine Freiheit                                                                         | Yüksel Yavuz                       | |
| 2004    | Gegen die Wand                                                                          | Fatih Akin                         | |
| 2004    | Süperseks                                                                               | Torsten Wacker                     | |
| 2004    | The Hamburg Cell                                                                        | Antonia Bird                       | |
| 2005    | Eine andere Liga                                                                        | Buket Alakuş                       | |
| 2005    | Kebab Connection                                                                        | Anno Saul                          | |
| 2006    | 7 Zwerge – Der Wald ist nicht genug                                                     | Sven Unterwaldt                    | |
| 2006    | Die Sturmflut                                                                           | Jorgo Papavassiliou                | |
| 2006    | Neger, Neger, Schornsteinfeger!                                                         | Jörg Grünler                       | |
| 2007    | Auf der anderen Seite                                                                   | Fatih Akin                         | |
| 2008    | Chiko                                                                                   | Özgür Yıldırım                     | |
| 2008    | Der Baader Meinhof Komplex                                                              | Uli Edel                           | |
| 2008    | Die Schimmelreiter                                                                      | Lars Jessen                        | |
| 2008    | Fleisch ist mein Gemüse                                                                 | Christian Görlitz                  | |
| 2008    | Madboy                                                                                  | Henrik Peschel                     | |
| 2008    | Robert Zimmermann wundert sich über die Liebe                                           | Leander Haußmann                   | |
| 2009    | Dicke Hose                                                                              | Henrik Peschel                     | |
| 2009    | Same Same But Different                                                                 | Detlev Buck                        | |
| 2009    | Soul Kitchen                                                                            | Fatih Akin                         | |
| 2011    | Gegengerade                                                                             | Tarek Ehlail                       | |
| 2011    | Wer ist Hanna?                                                                          | Joe Wright                         | Szene mit Cate Blanchett auf der Reeperbahn in St. Pauli |
| 2012    | Fraktus                                                                                 | Lars Jessen                        | |
| 2013    | Banklady                                                                                | Christian Alvart                   | Film über Deutschlands erste Bankräuberin Gisela Werler |
| 2013    | Buddy                                                                                   | Michael Herbig                     | |
| 2013    | Drecksau                                                                                | Jon S. Baird                       | |
| 2013    | Einmal Hans mit scharfer Soße                                                           | Buket Alakuş                       | |
| 2013    | Heute bin ich blond                                                                     | Marc Rothemund                     | |
| 2014    | A Most Wanted Man                                                                       | Anton Corbijn                      | |
| 2014    | Honig im Kopf                                                                           | Til Schweiger                      | |
| 2015    | Taxi                                                                                    | Kerstin Ahlrichs                   | |
| 2016    | Manche hatten Krokodile                                                                 | Christian Hornung                  | „Eine Liebeserklärung an St. Pauli. Und was für eine.“ (taz) |
| 2016    | Tschiller: Off Duty                                                                     | Christian Alvart                   | |
| 2017    | Aus dem Nichts                                                                          | Fatih Akin                         | |
| 2017    | Es war einmal Indianerland                                                              | İlker Çatak                        | |
| 2017    | Jürgen – Heute wird gelebt                                                              | Lars Jessen                        | |
| 2017    | Magical Mystery oder: Die Rückkehr des Karl Schmidt                                     | Arne Feldhusen                     | |
| 2018    | Leere Stadt                                                                             | Janne Jürgensen                    | |
| 2018    | So was von da                                                                           | Jakob Lass                         | |
| 2018    | Wach                                                                                    | Kim Frank                          | |
| 2019    | 3 Engel für Charlie                                                                     | Elizabeth Banks                    | |
| 2019    | Bonnie & Bonnie                                                                         | Ali Hakim                          | |
| 2019    | Die Abrissbirnen                                                                        | Christian Witte                    | |
| 2019    | Der Goldene Handschuh                                                                   | Fatih Akin                         | |
| 2019    | Es gilt das gesprochene Wort                                                            | İlker Çatak                        | |
| 2019    | Niemandsland – The Aftermath                                                            | James Kent                         | |
| 2019    | Rocca verändert die Welt                                                                | Katja Benrath                      | |
| 2020    | Cortex                                                                                  | Moritz Bleibtreu                   | |
| 2020    | Lindenberg! Mach dein Ding                                                              | Hermine Huntgeburth                | |
| 2021    | Die Geschichte meiner Frau                                                              | Ildikó Enyedi                      | |
| 2022    | Wir waren das dunkle Herz der Stadt. Der Untergang der Hamburger Gängeviertel 1880–1980 | Andreas Karmers                    | |
| 2023    | Laufen                                                                                  | Rainer Kaufmann                    | Verfilmung des Romans von Isabel Bogdan für das ZDF |
| 2023    | Das Lehrerzimmer                                                                        | İlker Çatak                        | nominiert für den „Auslandsoscar“ |